# Atlanta, Michigan
Atlanta  este o localitate neîncorporată și sediul comitatului, Montmorency, din statul Michigan, Statele Unite ale Americii GR6. În anul 2000, populația sa era de 757 de locuitori.
Deși este o localitate neîncorporată, din punct de vedere statistic Atlanta este considerată o comunitate desemnată pentru recensământ (în engleză census-designated place sau CDP), neavând niciun statut legal de municipalitate (localitate nîncorporată). În anul 2000, populația era de 757 de locuitori.
1. ↑  2010 U.S. Gazetteer Files, accesat în 9 iulie 2020